# Żyły tarczowe górne

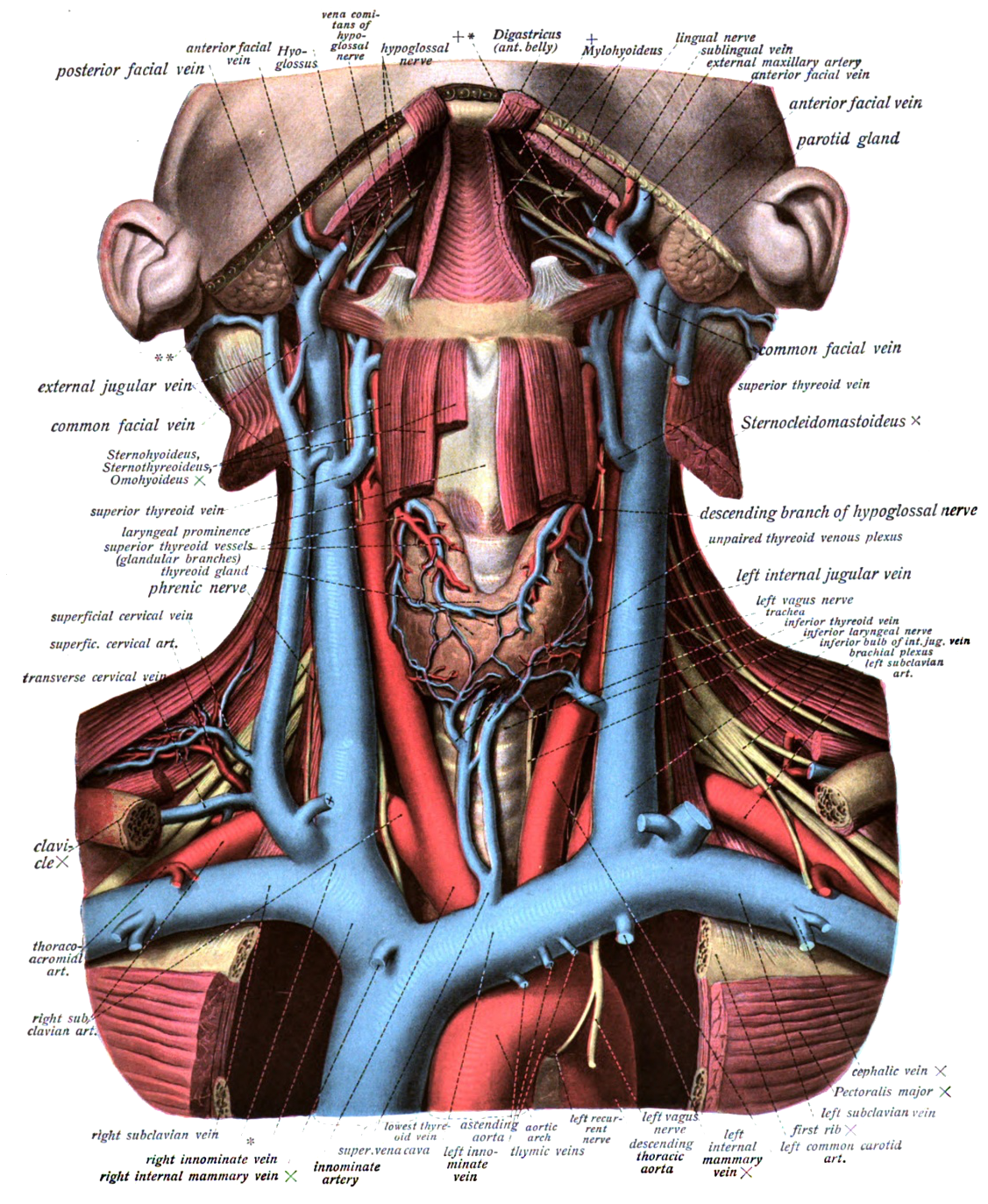
Żyły tarczowe górne podpisane superior thyroid vein.

Żyły tarczowe górne (łac. venae thyroidae superiores) – w anatomii człowieka dwie (czasem więcej) żyły towarzyszące tętnicy tarczowej górnej i odprowadzające krew z tej części gruczołu tarczowego, którą wspomniana tętnica zaopatruje. Wytwarzają silny splot żylny wokół tętnicy tarczowej górnej pomiędzy powrózkiem naczyniowo-nerwowym a krtanią, tworzą zespolenia także z żyłami tarczowymi dolnymi (głównie na węzinie tarczycy). Do górnej z obu żył wpadają żyły mostkowo-obojczykowo-sutkowe i zazwyczaj żyła krtaniowa górna (o ile nie wpada samodzielnie do żyły szyjnej wewnętrznej). Obie żyły tarczowe górne w obrębie trójkąta tętnicy szyjnej krzyżują od przodu tętnicę szyjną wspólną, wpadając następnie do żyły szyjnej wewnętrznej samodzielnie lub po połączeniu we wspólny pień z żyłą językową. Jedna z żył tarczowych górnych może przebiegać niżej jako żyła tarczowa środkowa. W żyłach tarczowych górnych są obecne zastawki.